# Penganjuran
Penganjuran is een bestuurslaag in het regentschap Banyuwangi van de provincie Oost-Java, Indonesië. Penganjuran telt 5458 inwoners (volkstelling 2010).